# Крайняя Мартынка
Крайняя Мартынка (укр. Крайня Мартинка) — село в Иршавской общине Хустского района Закарпатской области Украины.
Население по переписи 2001 года составляло 582 человека. Почтовый индекс — 90110. Телефонный код — 3144. Занимает площадь 0,741 км². Код КОАТУУ — 2121987202.